# Saison 2014 des Orioles de Baltimore
La saison 2014 des Orioles de Baltimore est la 114e saison en Ligue majeure de baseball pour cette franchise et la 61e depuis son arrivée à Baltimore.
Qualifiés pour les séries éliminatoires pour une seconde fois en trois ans, les Orioles remportent leur premier championnat de division depuis 1997. Ils atteignent la Série de championnat de la Ligue américaine pour la première fois en 17 ans. En saison régulière, leur fiche de 96 victoires et 66 défaites est la 2e meilleure des majeures et ils coiffent aisément leurs adversaires en tête de la section Est de la Ligue américaine, qu'ils dominent avec 12 matchs d'avance sur leurs plus proches poursuivants. Le club de Baltimore remporte 11 matchs de plus qu'en 2013 et connaît sa meilleure saison depuis 1997 malgré les absences prolongées de Matt Wieters et Manny Machado, blessés, et l'année difficile de Chris Davis. Pour la seconde fois en deux ans, un membre des Orioles est champion des coups de circuit, Nelson Cruz succédant à Davis.

## Contexte
Malgré une seconde saison gagnante de suite en 2013, les Orioles sont incapables de se qualifier pour les séries éliminatoires comme ils l'avaient fait l'année précédente. Gagnants de 8 matchs de moins qu'en 2012, ils prennent le 3e rang de la division Est de la Ligue américaine avec 85 victoires et 77 défaites, un retard de 12 matchs sur les meneurs de la section mais à seulement 6 parties et demi d'une place en éliminatoires. Chris Davis, des Orioles, mène le baseball majeur en 2013 avec 53 coups de circuit et 138 points produits alors que le jeune Manny Machado s'impose parmi les étoiles de la ligue à sa première saison complète avant d'être blessé lors de la dernière semaine de la campagne.

## Intersaison

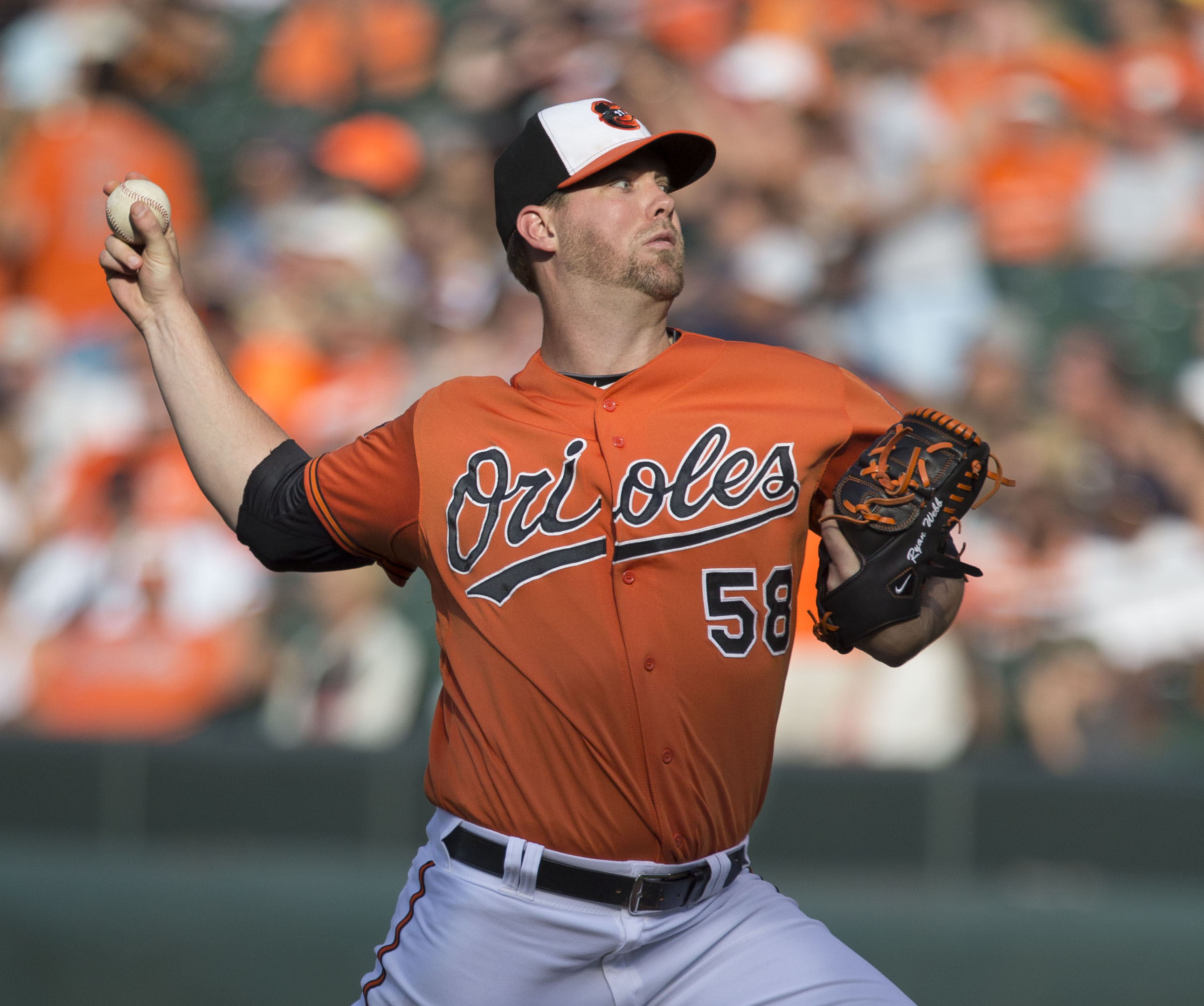
Ryan Webb rejoint les Orioles en 2014.

La blessure au ligament patellaire de la jambe gauche subie par Manny Machado le 23 septembre 2013 semble sérieuse, mais l'hiver apporte de meilleures nouvelles pour les Orioles. Après la chirurgie, la convalescence du jeune joueur de troisième but se déroule mieux que prévu et il y a bon espoir de le voir en uniforme pour le match d'ouverture de la saison.
Le 2 décembre 2013, les Orioles échangent leur releveur étoile Jim Johnson. Le stoppeur droitier avait mené le baseball majeur avec 51 et 50 sauvetages, respectivement, en 2012 et 2013. Il est transféré aux Athletics d'Oakland contre Jemile Weeks, un joueur de deuxième but. Grant Balfour, stoppeur des Athletics devenu joueur autonome, s'apprête peu après à signer un contrat de deux saisons avec les Orioles, mais les résultats des examens médicaux auxquels il doit se soumettre ne sont pas satisfaisants pour l'équipe, qui revient sur sa décision. Le droitier Ryan Webb, qui a présenté une excellente moyenne de points mérités de 2,91 en 80 manches et un tiers lancées en 2013 pour les Marlins de Miami, pourrait s'avérer un successeur à Johnson et rejoint les Orioles sur un contrat de deux ans.
Le 18 décembre 2013, le joueur de troisième but substitut Danny Valencia est échangé par les Orioles aux Royals de Kansas City contre le voltigeur David Lough.
Les Orioles obtiennent également durant la saison morte le releveur droitier Brad Brach des Padres de San Diego, en retour du lanceur droitier Devin Jones, qui évolue en ligues mineures.
Peu actifs jusque-là sur le marché des agents libres, les Orioles le 19 février 2014 un contrat de 50 millions de dollars pour 4 saisons au lanceur partant droitier Ubaldo Jiménez, qui a connu une bonne saison 2013 chez les Indians de Cleveland. Quelques jours plus tard, le 24 février, le voltigeur Nelson Cruz signe un contrat d'un an chez les Orioles après 8 saisons chez les Rangers du Texas. Le 4 mars, le lanceur partant Johan Santana, qui a raté sur blessure toute la saison 2013 des Mets de New York, signe un contrat des ligues mineures avec Baltimore.
Le joueur de deuxième but Alexi Casilla est remis sous contrat par les Orioles et accepte une entente des ligues mineures. Delmon Young, qui a partagé 2013 entre les Phillies de Philadelphie et les Rays de Tampa Bay, accepte aussi une entente des ligues mineures dans l'espoir de devenir frappeur désigné à Baltimore. Le rapide voltigeur Quintin Berry, qui vient de remporter la Série mondiale 2013 avec les Red Sox de Boston, s'amène chez les Orioles en janvier 2014 avec en poche un contrat des mineures. Un contrat des mineures est aussi accordé au deuxième but Xavier Paul, joueur des Reds de Cincinnati les deux saisons précédentes.
Le ballottage permet à Baltimore de réclamer le joueur de deuxième but Cord Phelps. En revanche, plusieurs joueurs devenus agents libres quittent Baltimore : le lanceur partant droitier Scott Feldman est engagé par les Astros de Houston, le deuxième but Brian Roberts passe aux Yankees de New York, le voltigeur Michael Morse rejoint les Giants de San Francisco, le voltigeur Nate McLouth prend le chemin de Washington. Le lanceur droitier Tsuyoshi Wada, un joueur des ligues japonaises mis sous contrat deux ans plus tôt mais qui, après une opération au coude, n'a jamais joué un seul match pour les Orioles, rejoint quant à lui les Cubs de Chicago.

## Calendrier pré-saison
L'entraînement de printemps 2014 des Orioles se déroule du 28 février au 29 mars.

## Saison régulière
La saison régulière de 162 matchs des Orioles débute le 31 mars à Baltimore par la visite des Red Sox de Boston et se termine le 28 septembre suivant.

### Classement
| Ligue américaine (Division Est) | V  | D  | %    | Diff. | Diff. (séries) |
| ------------------------------- | -- | -- | ---- | ----- | -------------- |
| Orioles de Baltimore            | 96 | 66 | ,593 | -     | -              |
| Yankees de New York             | 84 | 78 | ,519 | 12    | 4              |
| Blue Jays de Toronto            | 83 | 79 | ,512 | 13    | 5              |
| Rays de Tampa Bay               | 77 | 85 | ,475 | 19    | 11             |
| Red Sox de Boston               | 71 | 91 | ,438 | 25    | 17             |

### Septembre
- 12 septembre : Chris Davis, des Orioles, est suspendu 25 matchs pour usage d'amphétamines[31].
- 16 septembre : Victorieux à Baltimore sur les Blue Jays de Toronto, les Orioles remportent un premier championnat de la division Est de la Ligue américaine depuis 1997[32].